# Kirchberg im Wald
Kirchberg im Wald, Kirchberg i. Wald – miejscowość i gmina w Niemczech, w kraju związkowym Bawaria, w rejencji Dolna Bawaria, w regionie Donau-Wald, w powiecie Regen. Leży w Lesie Bawarskim, około 9 km na południowy wschód od miasta Regen.

## Dzielnice
W skład gminy wchodzą następujące dzielnice: Berneck, Dalken, Dornhof, Dösingerried, Ebertsried, Fischermühle, Furthmühle, Gfradert, Hangenleithen, Hintberg, Höllmannsried, Holzmühle, Kaltenbrunn, Kirchberg, Kleinloitzenried, Laiflitz, Mitterbichl, Obernaglbach, Ottenberg, Raindorf, Reichertsried, Schleeberg, Schönbrunn, Sommersberg, Stadlhof, Untermitterdorf, Unternaglbach, Unterneumais, Voglmühle, Wolfau, Zell.

## Zabytki i atrakcje
- klasztor Niederaltaich wybudowany w 1250
- kościół pw. św. Gotharda (St. Gothard) wybudowany w 1008 jako zamek
- bagna niedaleko dzielnicy Dösingerried

Co roku w pierwszą niedzielę sierpnia odbywa się tutaj Święto Rybaków (Fischerfest).

## Oświata
(na 1999)

W gminie znajduje się 2 szkoły podstawowe i Hauptschule.